# Dybvad
Dybvad is een plaats in de Deense regio Noord-Jutland, gemeente Frederikshavn. De plaats telt 712 inwoners (2008).